# كاك جان بيك (مقاطعة فيروزآباد)
كاك جان بيك (بالفارسية: باغ کاکاجان بک) هي منطقة سكنية تقع في فارس في إيران.